# Henry Gupta
Henry Gupta é um personagem do filme 007 O Amanhã Nunca Morre, décimo-oitavo da série cinematográfica oficial de James Bond, criado por Ian Fleming. Ele é interpretado pelo ator, ilusionista e mágico norte-americano Ricky Jay.

## Características
Gupta é um conhecido pioneiro do tecno-terrorismo e capanga do vilão Elliot Carver, para quem cuida dos detalhes tecnológicos para o começo da guerra entre China e Reino Unido planejado por Carver. Barbudo, gordo, sério e frio, tem pouco a dizer além de estar sempre ocupado com suas programações de computador.

## Filme
Ele aparece nas cenas cenas iniciais do filme, durante um grande bazar terrorista de armas roubadas em algum lugar nas montanhas próximas à fronteira russa onde Bond também está numa missão, e através do vídeo colocado no local pelo espião é identificado pelo MI-6, que a tudo acompanha ao vivo desde Londres, como de posse de um codificador GPS para controle de satélites de comunicação desaparecido. O local é explodido por Bond e por um míssil lançado por um navio britânico mas ele escapa. Durante uma grande festa no Centro de Mídia de Carver em Hamburgo, Gupta, que monitora a tudo e todos, descobre que Bond, convidado da festa se passando por banqueiro, tem um arma escondida, durante uma conversa discreta entre ele e a mulher do empresário da mídia, Paris Carver, um caso amoroso do passado de 007. Escutando a conversa gravada por Gupta, Carver ordena o assassinato da esposa por traição. Investigando Bond depois de hackear o perfil dele no banco de onde o agente disse ser, Gupta diz ao patrão que ele é muito perfeito para ser verdade e afirma que ele é na verdade um agente do governo britânico.
Sempre aparecendo onde se discute o ataque terrorista a ser iniciado por Carver, no fim do filme ele é aprisionado por James Bond depois de uma luta dentro do barco stealth do empresário. Oferecido por 007 em troca da agente Wai Lin, parceira de Bond e refém momentânea de Carver, ele diz ao empresário que basta apertar o botão que o míssil nuclear será lançado em Pequim. Diante da então não mais utilidade do hacker, ao invés de trocá-lo pela agente chinesa Carver o mata a tiros.